# 장복심 (육상 선수)
장복심(1978년 3월 16일 - )은 대한민국의 육상 해머 던지기 선수이다. 초등학교 때 단거리 선수였다가 중학교 때부터 원반 던지기 선수로 두각을 나타내 목포대에 스카우트되었다. 그러나 대학 1학년 때 미국 전지 훈련 중 미국인 코치인 하워드 댄으로부터 해머 던지기를 권유받고 종목을 바꾸었다. 현재 파주시청 소속이다.

## 한국 신기록
| 종목        | 기록   | 날짜       | 대회                                       | 순위 | 종전 기록           | 기타                         |
| ----------- | ------ | ---------- | ------------------------------------------ | ---- | ------------------- | ---------------------------- |
| 해머 던지기 | 43m 29 | 1999-05-04 | 제28회 전국종별육상선수권대회 여대부(대전) | 1위  | -                   | 국내 공식 첫 경기. 홀로 출전 |
| 해머 던지기 | 48m 12 | 2000-05-04 | 제29회종별육상선수권대회 여대부(제천)      | 1위  | 장복심(1999) 43m 29 |                              |
| 해머 던지기 | 51m 68 | 2000-05-04 | 제13회 아시아육상선수권대회(자카르타)      | 7위  | 장복심(2000) 48m 12 |                              |
| 해머 던지기 | 54m 07 | 2002-08-29 | 전국종별육상선수권대회(김천)               | 2위  | 장복심(2000) 51m 68 |                              |
| 해머 던지기 | 54m 95 | 2002-06-11 | 제56회 전국육상경기선수권대회(의정부)      | 1위  | 김승연 54m 17       | 4차례 신기록 (2,3,4,6차)     |
| 해머 던지기 | 56m 80 | 2002-10-12 | 제14회아시아경기대회 (부산)                |      | 장복심 54m 95       |                              |
| 해머 던지기 | 56m 82 | 2005-06-03 | 제59회 전국육상경기선수권대회(대구)        | 1위  | 장복심56m 80        |                              |
| 해머 던지기 | 57m 88 | 2006-04-26 | 제35회 종별육상경기선수권대회 일반부(광주) | 1위  | 장복심(2005) 56m 82 |                              |